# Tachina dorycus
Tachina dorycus är en tvåvingeart som beskrevs av Walker 1849. Tachina dorycus ingår i släktet Tachina och familjen parasitflugor. Inga underarter finns listade i Catalogue of Life.